# 真言宗山階派
真言宗山階派（しんごんしゅうやましなは）是日本真言宗系佛教宗派之一，屬於古義真言宗。宗祖是弘法大師空海。大本山是勸修寺。

## 宗紋
- 裏八重菊

## 寺格（順不同）
- 大本山 勸修寺（京都市山科區）
- 別格本山 田福寺（和歌山市）
- 準別格本山
- 一般寺院
- 教會

## 沿革
- 真言宗山階派的歷史始於勸修寺的開創。
- 1901年（明治34年），真言宗古義派的四派聨合之際，和東寺共同参畫。1907年（明治40年），獨立為真言宗山階派。第二次世界大戰之時，因政府的宗教政策，真言宗之古義・新義兩派統合為大真言宗。戰後獨立，1952年（昭和27年），成為真言宗山階派。

## 宗務組織
- 管長（勸修寺門跡就任）
- 宗務所（勸修寺內）
- 宗議會
- 地方宗務

## 僧階・僧籍
- 僧階（全15級）
  - 1級 大僧正
  - 2級 權大僧正
  - 3級 中僧正
  - 4級 權中僧正
  - 5級 少僧正
  - 6級 權小僧正
  - 7級 大僧都
  - 8級 權大僧都
  - 9級 中僧都
  - 10級 權中僧都
  - 11級 少僧都
  - 12級 權小僧都
  - 13級 大律師
  - 14級 律師
  - 15級 權律師
- 權大僧都
- 住職

## 教育機關
- 勸修寺事相研究所
- 勸山學院
- 種智院大學（協同經營）
- 洛南高等學校・附屬中學校（協同經營）

## 設施
- 勸山學院山階文庫
- 近畿身體障害者補導所

## 教義
古義真言宗之教義。

## 外部連結
- 種智院大學 （页面存档备份，存于）
- 洛南高等學校・附屬中學校 （页面存档备份，存于）